# Tarphius tenerifae
Tarphius tenerifae is een keversoort uit de familie somberkevers (Zopheridae). De wetenschappelijke naam van de soort werd in 1968 gepubliceerd door Franz.